# Nadia De Negri
Nadia De Negri (Vittorio Veneto, 6 de abril de 1972) es una deportista italiana que compitió en ciclismo de montaña en la disciplina de campo a través.
Ganó una medalla de plata en el Campeonato Mundial de Ciclismo de Montaña de 1997 y una medalla de plata en el Campeonato Europeo de Ciclismo de Montaña de 1996.

## Medallero internacional
| Campeonato Mundial | Campeonato Mundial          | Campeonato Mundial | Campeonato Mundial |
| Año                | Lugar                       | Medalla            | Competición        |
| ------------------ | --------------------------- | ------------------ | ------------------ |
| 1997               | Château-d'Œx (Suiza)        | Medalla de plata   | Campo a través     |
| Campeonato Europeo |                             |                    |                    |
| Año                | Lugar                       | Medalla            | Competición        |
| 1996               | Bassano del Grappa (Italia) | Medalla de plata   | Campo a través     |